# Duchovný pastier
Duchovný pastier (magyar jelentése lelkipásztor) egy szlovák nyelven megjelenő katolikus lap volt a Magyar Királyságban. Rózsahegyen adták ki 1917-ben. Havonkénti periodicitással jelent meg. A lap kiadása Jozef Buday nevéhez fűződik.